# Alcalá de la Selva
Alcalá de la Selva è un comune spagnolo di 510 abitanti situato nella comunità autonoma dell'Aragona.
Di origine musulmana (Al Qalat), riconquistato da Alfonso II nel 1170, il paese fu annesso, alla fine del XV secolo, nel marchesato di Mora. Fra il 1839 e il 1840 Alcalá de la Selva fu occupata dalle truppe carliste. Nell'abitato vanno senz'altro segnalati la chiesa di San Giuda e Simone, eretta a cavallo fra il XVI e XVII secolo e il castello di origine medievale.